# Hexachaeta juliorosalesi
Hexachaeta juliorosalesi es una especie de insecto del género Hexachaeta de la familia Tephritidae del orden Diptera.

## Historia
Hernandez-Oritz la describió científicamente por primera vez en el año 2002.